# キリストの埋葬 (ラファエロ)
『キリストの埋葬』（キリストのまいそう、伊: Deposizione Borghese、英: The Deposition）、または『バリオーニ祭壇画』（バリオーニさいだんが、伊: Pala Baglioni）は、イタリアの盛期ルネサンスの巨匠、ラファエロによる油彩画である。「Raphael. Urbinas. MDVII」と署名され、制作年が記されている。ペルージャのアタランタ・バリオーニから、殺害された息子のグリフォネット・バリオーニ (Grifonetto Baglioni) を記念して依頼された大きな祭壇画の中央パネルである。多くの作品のように、本作は「キリストの十字架降架」、「キリストの哀悼」、そして「キリストの埋葬」の主題と共通の要素を有している。この作品の制作にあたり、ラファエロは多くの影響を受けているが、特にミケランジェロからの影響は顕著である。絵画はローマのボルゲーゼ美術館に所蔵されている。

## 依頼
16世紀初頭、派閥間の暴力は、主に刃傷沙汰の形でペルージャや、フィレンツェなどイタリアの他の地域で比較的一般的であった。バリオーニ家はペルージャとその周辺地域の領主であり、主要なコンドッティエーレ (傭兵部隊の指揮者) でもあった。 1500年7月3日の晩、ペルージャで特に血なまぐさい出来事があり、グリフォネット・バリオーニとその家族の一部の怒っている人々が、バリオーニ家の残りの多くを殺害するために共謀した。家族の記録係であったマタラッツォによると、流血の後、グリフォネットの母親のアタランタ・バリオーニはグリフォネットを家に避難させることを拒否したため、グリフォネットが街に戻ったとき、その晩、屋根を伝って生き残った家族の長であるジャン・パオロ・バリオーニと向かい合った。アタランタは気が変わって息子のグリフォネットを追いかけたが、ようやく追いついたとき、グリフォネットがジャン・パオロとその部下に殺されるのを見る羽目になった。数年後、アタランタは若いラファエロに、サン・フランチェスコ・アル・プラート教会の家族礼拝堂でグリフォネットを記念する祭壇画を描くよう依頼した。ラファエロは依頼を非常に真剣に受け止め、2年間にわたって、2つの段階と多数の準備習作を通して自身の構図に取り組み、それを発展させた。
本作は、ラファエロの師、ペルジーノの故郷であったペルージャのために若いラファエロが受注した数点の主要な依頼作中、最後のものであった。ラファエロはすでに同じサン・フランチェスコ・アル・プラート教会のために、バリオーニが敵対していた有力な一家（バリオーネ家とも婚姻関係があった）のために『聖母戴冠』（別名、『オッディ祭壇画』、現在はヴァチカン美術館所蔵）や他の大きな作品を描いていた。この新しい依頼作は、芸術家としてのラファエロの成長と、成熟した様式の形成において重要な段階を記すことになった。作品は1608年までサン・フランチェスコ・アル・プラート教会にとどまったが、教皇パウルス5世の甥であるシピオーネ・ボルゲーゼ枢機卿のために働いていたやくざ者に強引に奪われた。ペルージャの町を鎮めるために、教皇はジョヴァンニ・ランフランコとカヴァリエール・ダルピーノに2点の複製を依頼した。ダルピーノの複製は現在もまだペルージャにある。 本作は1797年にフランス人に没収され、パリのルーヴル美術館 (ナポレオン美術館と改名された) に展示されたが、ヴァチカン美術館に移された裾絵 (プレデッラ) を除いて、1815年にボルゲーゼ美術館に返還された。

## 準備習作

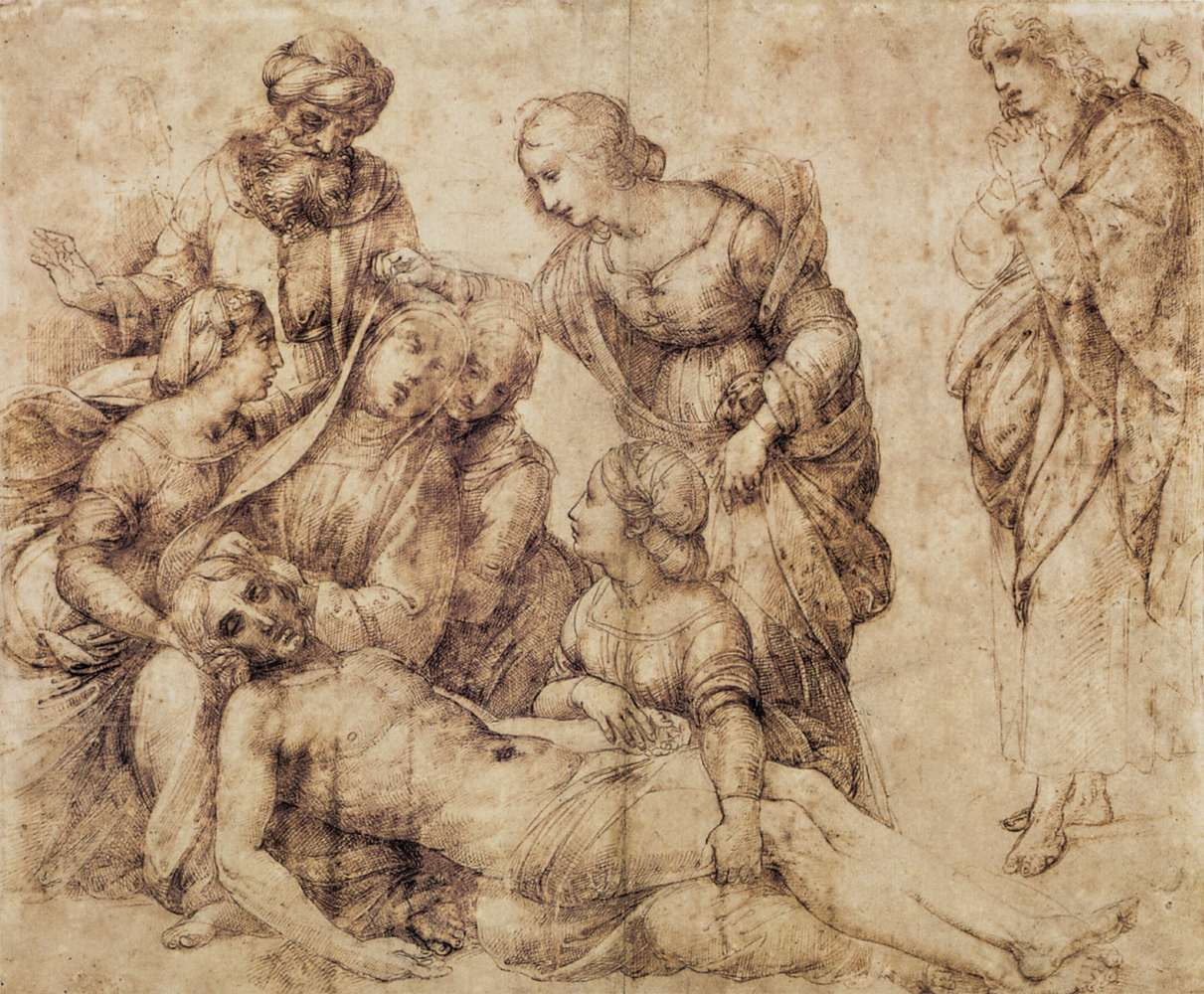
ルーヴル美術館の習作

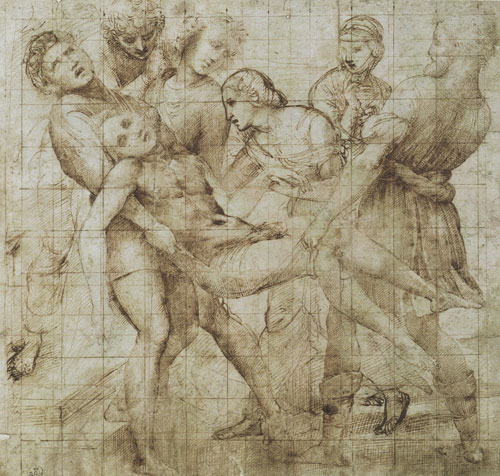
ウフィツィ美術館にある別の習作

ラファエロは、構図のアイデアが発展していくにつれ、多数の準備スケッチ、または下絵を作成した（いくつかはウィキメディアコモンズにある。以下の外部リンクを参照のこと）。ラファエロは、師ペルジーノによる同じ題名の有名な絵画に似た、死せるキリストに対する「哀悼」を主題とした習作 (ルーヴル美術館) から着手した。そこからキリストの「埋葬」の習作 (ウフィツィ美術館) へと発展したが、おそらく、ギリシャ神話のメレアグロスを表した古代ローマの石棺のレリーフ、ミケランジェロの『キリストの埋葬』、またはマンテーニャによる『埋葬』の版画に触発された。ラファエロの数々の習作を見ると、この進化の長い期間に、ラファエロがルネサンスの巨匠、レオナルド・ダ・ヴィンチとミケランジェロ、そして他の芸術家の研究から開発した新しい様式と技術の多くを実践する機会を得たことがわかる。 2つの構図の段階は、広く「ペルージャ時代」、ないし「フィレンツェ時代」と分類できる。主題の「哀悼」から「埋葬」への大幅な変更は全体としての絵画の特徴に影響を与えた。なぜなら、より象徴的な「ピエタ」からより物語的な関心のある主題に変更されたからである。

## 分析
イタリアの芸術家の有名な伝記『画家・彫刻家・建築家列伝』の著者であるジョルジョ・ヴァザーリも、ラファエロの作品を物語の絵画として理解していた。本来の設置場所で祭壇画を見た後、ヴァザーリは詳細な解説をしている。
この最も神聖な絵では、死せるキリストが墓所に運ばれているが、非常な新鮮さと濃やかな注意を払って制作されているので、目には彩色されたばかりのように見える。この作品の構図で、ラファエロは、死んだ人の最も親しく、最も愛情を持つ親類縁者が、最も愛してきた人の身体を休息させるときに感じる悲しみを自分自身で想像したのである。死んだ人には、家族全体の幸福、名誉、そして無事でいられることがかかっていたのである。聖母は卒倒しているのが見える。そして、すべての人物の頭部は、泣きながらも非常に優美である。特に両手を組んでいる聖ヨハネの頭部は優美で、最もかたくなな心さえ憐みで感動させずにはいられないほど頭を垂れている。そして実際、この絵画に示される真剣さ、愛、芸術、優雅さについて考える人の誰もが驚嘆するのには大きな理由がある。絵画は、それを見るすべての人を驚嘆させるのである。人物の雰囲気、布地の美しさ、すなわち、絵画があらゆる部分で明らかにする最高の卓越性によって驚嘆するのである。
ヴァザーリは、『キリストの埋葬』を説明する際に敬虔な口調で、絵画の重要な人物だけでなく、鑑賞者への影響についても細心の注意を払って述べている。正式な見方をすれば、描かれている場面は実際には「十字架降下」でも「埋葬」でもなく、その中間というようなものである。これは背景から判断できる。右側は「磔刑」と「十字架降下」の場所であるカルヴァリオ山で、左側は「埋葬」が行われる洞窟である。そして、光輪のない2人の男性が、死せるキリストを運ぶために亜麻布を使用している。そのキリストの頭部は、サン・ピエトロ大聖堂にあるミケランジェロの彫刻『ピエタ』と大いに関連性がある。
キリストの遺体を支えるすべての参加者が動きを中断されているように見え、2人の男性とキリストはV字型の非常に強い対角線を形成している。キリストを抱く右側の若い男性は、殺害された若者、グリフォネット自身を表していると考えられている。キリストの遺体を運ぶ2人の男に加えて、背後と左側に聖ヨハネとニコデモ、そしてキリストの手を握っているマグダラのマリアがいる。聖ヨハネとニコデモの脚は鑑賞者の注意を散漫にしており、問題がある。特にニコデモの場合、鑑賞者の視界から遮られているために、彼が正確に何をしているのか、または正確に何を見ているのかが明確ではない。
右端の、出来事の少し後ろにいる他の人物の集団には、おそらく圧倒的な悲しみのために気を失った (「聖母の気絶」として物議を醸している描写）聖母マリアを支えている3人のマリアがいる。マリアの1人がひざまずいている姿勢は非常にぎこちなく、極端な捻じれ（フィグーラ・セルペンティーナータ＝「ヘビのような身体」としても知られている）と鋭い襞のある布地がみられる。彼女の姿勢は、ほんの数年前に完成したミケランジェロの『聖家族』(ウフィツィ美術館) の聖母マリアの姿勢を引用しているが、その胴体をさらに鋭く捻っている。色彩に関しては、ラファエロは使用している強烈な赤、青、黄、緑の間にバランスを取り、肌の色調に微妙なコントラストを作り出している。それは、生きているマグダラのマリアが死せるキリストの手を握っている箇所に最もよく見ることができる。

## 祭壇画

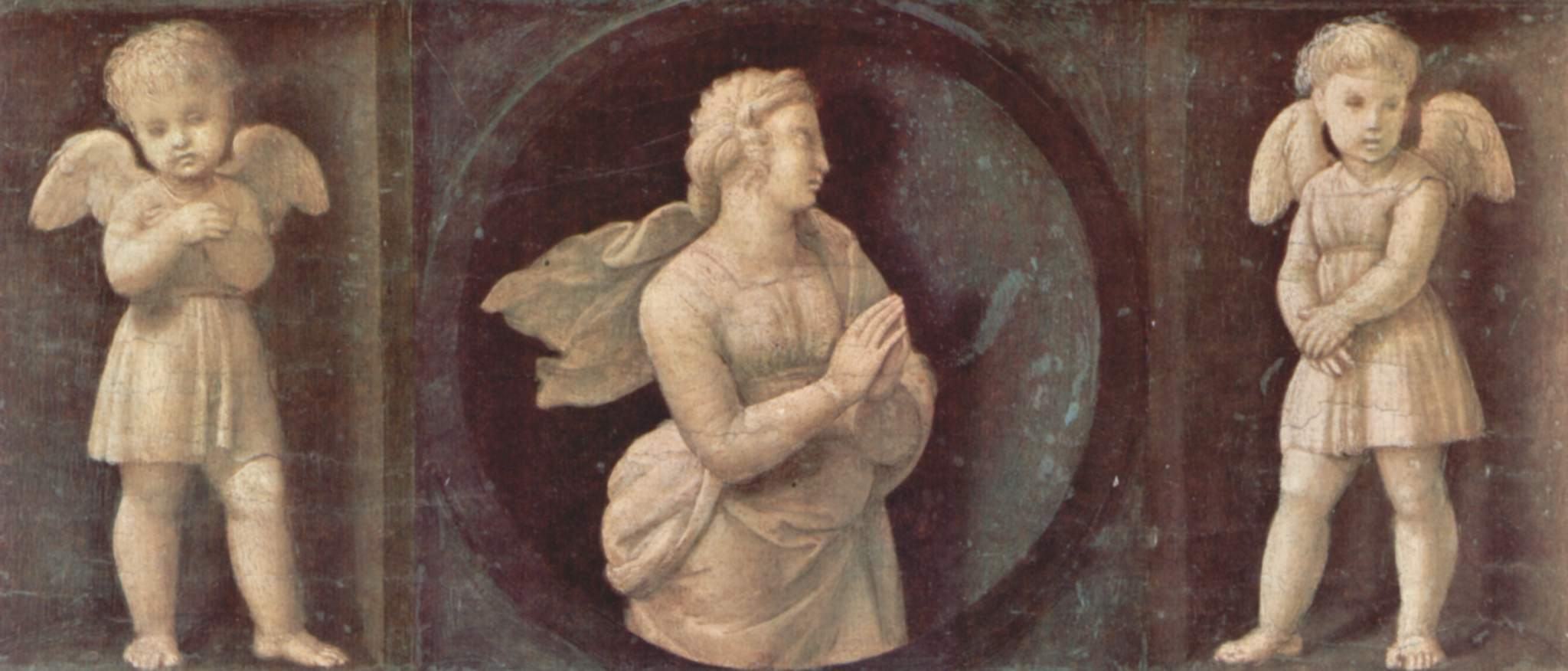
『信仰』、裾絵 (プレデッラ) のパネルの1つ

すでに述べたように、祭壇画は中央の板絵だけではなかった。一番上の繰形（現在はペルージャのウンブリア国立美術館にある）には、『息子イエスを祝福する、智天使の栄光の中の父なる神』という板絵があった。中央の板絵自体に額縁があり、その一部は現存している。雄羊の頭に座った翼のあるプットによってグリフィンが冠を被せられ、食物を供給されているが、すべてが青い地面に対して黄銅色で描かれている（バリオーニ家の紋章はグリフィンを表しており、アタランテの夫と息子の名前はグリフォネットであった）。
中央の板絵の下には、3つに区分されたグリザイユ（モノクローム）の裾絵 (プレデッラ)があり、神学的な徳を表している（1507年、板上に油彩、3点それぞれが18x44 cm、ヴァチカン美術館） 。これら3点の板絵は元々、祭壇画の基部に並んでいて、左から右に『希望』、『慈善』、『信仰』を示し、それぞれの板絵には2人のプットが両側に並んでいる。裾絵の主題は、上の中央の板絵と象徴的に関連するよう意図されている。中央の『慈善』は母性のテーマを強調し、『希望』と『信仰』は主要なモチーフであるキリストの贖いに言及している。したがって、ラファエロの着想は祭壇画の主題だけでなく、寄進者であるアタランタ・バリオーニの私的な状況にも言及しているのである。

## ラファエロの『キリストの埋葬』の影響を受けた絵画

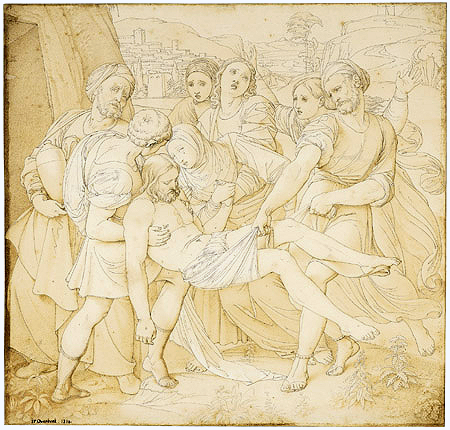
ヨハン・フリードリヒ・オーファーベック『キリストの埋葬』（1814年）